# Pierre Lemaitre
Pierre Lemaitre (sinh năm 1951) là nhà văn và nhà biên kịch người Pháp. Tốt nghiệp chuyên ngành tâm lý học, ông đã dành phần lớn sự nghiệp của mình vào công tác đào tạo nghề cho người trưởng thành, bằng cách hướng dẫn họ cách giao tiếp và dạy về văn hóa phổ quát, hay giảng dạy văn học cho các thủ thư. Sau đó ông chuyên tâm vào việc viết lách từ năm 2006. Với các thử nghiệm trong thể loại trinh thám xã hội hoặc trinh thám kinh dị, ông được Stephen King coi như “một cây viết trinh thám thực sự tuyệt vời”. Ông cũng đã giành giải Goncourt cho tác phẩm lấy đề tài Thế chiến I.

## Tác phẩm

### Tiểu thuyết
Série về Verhoeven:
- Travail soigné (2006)
- Alex (2012)
- Sacrifices (Hy sinh, 2012)
- Rosy & John (2014)

Bộ ba Les Enfants du désastre:
- Au revoir là-haut (Hẹn gặp lại trên kia, 2013)
- Couleurs de l'incendie (2018)[2]
- Miroir de nos peines (2020)[4]

Série Les Années glorieuses:
- Le Grand Monde (2022)[5]
- Le Silence et la colère (2023)[6]

Các tiểu thuyết khác:
- Robe de marié (2008)
- Cadres noirs (2010)
- Trois jours et une vie (Ba ngày và một đời, 2016)[2]
- Le Serpent majuscule (viết năm 1985, xuất bản năm 2021)[7]

### Kịch bản
Ông tham gia vào viết kịch bản cho các phim truyền hình sau:
- Otages (2009)
- Marion Mazzano (1 tập, 2010)
- Boulevard du Palais (1 tập, 2010)
- Injustice (1 tập, 2012)

Ông cũng tham gia vào quá trình chuyển thể các phim truyền hình và điện ảnh từ tiểu thuyết của mình:
- Au revoir là-haut (chuyển thể điện ảnh từ tiểu thuyết cùng tên, 2017)
- Trois jours et une vie (chuyển thể điện ảnh từ tiểu thuyết cùng tên, 2019)
- Dérapages (chuyển thể série truyền hình từ Cadres noirs, 2020)
- Couleurs de l'incendie (chuyển thể điện ảnh từ tiểu thuyết cùng tên, 2022)

## Giải thưởng
- Prix du premier roman du festival de Cognac, 2006 (Travail soigné)[2]
- Prix Sang d'encre et Prix des lecteurs Goutte de Sang d'encre, Vienne, 2009 (Robe de marié)[2]
- Prix du polar francophone de Montigny-lès-Cormeilles, 2009(Robe de marié)[2]
- Lọt vào chung khảo CWA International Dagger, 2014 (Travail soigné, bản dịch Irène của Frank Wynne)[9]
- Prix Le Point du polar européen, 2010 (Cadres noirs)
- Prix des lecteurs policier du Livre de poche, 2012 (Alex)
- Prix des libraires de Nancy Le Point, 2013 (Au revoir là-haut)
- Roman français préféré des libraires à la rentrée, 2013 (Au revoir là-haut)
- Meilleur roman français 2013 décerné par le magazine Lire (Au revoir là-haut)
- Giải Goncourt 2013 (Au revoir là-haut)
- Prix du roman France-Télévisions 2013 (Au revoir là-haut)
- Prix Audiolib pour l'édition sonore (Au revoir là-haut)
- Goncourt des étudiants de Serbie 2013 (Au revoir là-haut)
- Coup de cœur 2014 de l'Académie Charles Cros pour l'enregistrement audio (Au revoir là-haut)
- Prix Tulipe du meilleur roman français 2014 (Au revoir là-haut)
- Premio Letterario Internazionale Raffaelo Brignetti 2014 (Au revoir là-haut)[2]
- CWA International Dagger, hạng mục Crime Fiction in Translation Dagger, 2015 (Sacrifices, bản dịch Camille của Frank Wynne)[10]
- Prix Attrap'cœur, 2016 (Rosy & John)[2]
- CWA International Dagger, hạng mục Crime Fiction in Translation Dagger, 2016 (Au revoir là-haut, bản dịch The Great Swindle của Frank Wynne)[11]
- César 2018 de la meilleure adaptation avec Albert Dupontel (Au revoir là-haut)[2]